# 滝川市小6いじめ自殺事件
滝川市小6いじめ自殺事件（たきかわししょう6いじめじさつじけん）は、北海道滝川市内の小学校に通っていた当時6年生の女児がいじめを苦にして自殺した事件。

## 事件概略
2005年9月9日、女児は10日前にあった修学旅行の部屋割りや1学期の席替えの際、多数の児童に「女児の隣になった子がかわいそう」などと中傷されるなどのいじめを苦に「みんなに冷たくされているような気がした」「キモイと言われた」などと記載した遺書7通を残し、教室で首吊り自殺を図った。
その時は一命は取り留めるものの、意識不明のまま回復することなく2006年1月6日に多臓器不全で死亡した。自殺直前には同級生の1人に「首つり自殺する　学校？　自転車ゴムひも　たぶん9月中」などと自殺を仄めかす内容の手紙を渡していた。
その後、2006年10月上旬にマスコミで女児の自殺と女児が残した遺書の内容が報じられた。報道された後、滝川市教育委員会に全国から「いじめを認めないのはおかしい」「原因究明が遅い」といった内容の批判が電話や電子メールで多数寄せられた。また、滝川市教育委員会が女児の遺書を1年以上にわたって公表しなかったことについて文部科学大臣・伊吹文明は「子どもが訴えていたのを、公表せずに握りつぶすようなことはあってはならないことだ」と批判した。

## 学校の対応
2005年9月9日、校長は遺書7通を入手して女児の自宅へ持参、遺書7通のうち3通を女児の母親の了解を得て内容を読み上げ、母親に渡した。
2005年9月12日、校長は6年生全員に調査用紙を配布し、女児の最近の生活状況などの調査を行った。その後、記載した内容に応じて聞き取り調査を行った。
2005年10月12日、女児の親戚から「手紙の内容について学校は知っているのではないか」といった問い合わせに対し、校長は「詳しい内容は覚えていない」と回答した。
2005年10月17日、女児の親戚から「いじめがあったことを認めてほしい」といった要望に対し、校長は現在、事実関係を調査中であると回答した。
2005年11月4日、全校保護者会が開催され、現在の児童の生活の様子や学校の取組の経過などを説明した。保護者からは、学校は事前に女児が出したサインを把握できなかったのかなどの指摘があった。

## 教育委員会の対応

### 滝川市教育委員会の対応
2005年9月12日、臨時で滝川市校長会議を開催し、事故の経過及び命の指導、相談体制の整備について協議した。
2005年11月22日、記者会見で、聞き取り調査を行った結果、現段階でいじめが行われていた事実と事故の直接的な原因と判断する事実は得られていないと発表した。また、遺書7通のうち、概要を把握していた遺書3通（女児の母親宛ての遺書1通を除く）の内容について「学校あてのものは、友だちが少なかったということと、先生方に迷惑をかけてごめんなさいという内容であること。6年生あてには友人関係の好き嫌いについて書いてあった」と明らかにした。
2006年1月10日、女児が死亡したことを公表し、事故の概要や遺書3通について校長からの報告を基に記載内容を明らかにした。
2006年6月21日、女児の遺族から遺書のコピーを入手した（一部除く）。
2006年10月5日、滝川市教育委員会は「遺書の内容を踏まえ、いじめであると判断する」として自殺の原因がいじめであると結論付けた。同日、滝川市長・田村弘、滝川市教育長、校長の3人が遺族に謝罪するために女児の自宅を訪れたが、遺族から謝罪を拒否された。
2006年10月14日、滝川市教育長は「自殺の重大さを真摯に受け止め、女児や遺族に心からおわびする。女児の住んでいた地域のみなさんに説明をした後、責任を取りたい」として辞職した。また、この問題について不適切な対応をしたとして、滝川市は同年10月16日付で教育委員会幹部職員2人を更迭した上で停職2ヶ月の懲戒処分にした。
2006年12月5日、自殺の原因や遺族への対応に対する不適切な点などを調査報告書としてまとめて発表した。

### 北海道教育委員会の対応
2007年2月28日、北海道教育委員会は積極的に原因究明に取り組まず校長としての職務の義務に違反したとして校長を減給（10分の1）1カ月の懲戒処分、また教頭と当時の担任教諭は訓告処分とした。なお、いじめに絡む学園の問題で北海道教育委員会が職務義務違反を理由に懲戒処分するのは初めてのことである。
この事件をきっかけとして、北海道教育委員会は2006年12月にいじめの実態の調査を実施しようとしたが、2007年1月、北海道教職員組合の執行部が21ヶ所の支部に対して調査に協力しないよう指導していた事が報道された。

## 文部科学省の対応
2006年10月19日、文部科学省は都道府県・政令指定市教育委員会の生徒指導担当者らを集めた緊急会議を開催し「いじめの重大性の認識が薄れてきている」としていじめに関する指導体制の総点検を求めた。また、文部科学省は各学校や教育委員会が総点検をする際のチェック項目を1995年以来11年ぶりに改定した。改定内容の中には学校と教育委員会が守るべきこととして「いじめの事実を隠すな」という点を初めて明記した。

## 損害賠償訴訟
2008年12月19日、自殺した女児の母親は「報告書は不十分。真相は明らかにされていない」として滝川市と北海道に対し約7900万円の損害賠償を求める訴訟を札幌地裁に提訴した。
2009年2月27日、札幌地裁（中山幾次郎裁判長）で第1回口頭弁論が開かれ、滝川市と北海道は事実関係などを認めた上で「自殺をほのめかす言動について児童間で行われており、教師らがこれを事前に覚知することは困難だった」として請求の棄却を求めた。女児の母親は意見陳述で「事実を知ってあげることが、いじめに気づいてあげられなかった親としての償い」「いじめを苦にした自殺がなくならない中、いじめを無くすため、私と同じ気持ちの人を出さないため、裁判で事実を知ることが役に立ってほしい」と述べた。
2010年1月8日、第5回口頭弁論が開かれ、女児の担任教諭は「いじめや友人関係（の問題）もあったと思う。それ以外にも家庭のことなどの要因があったのではないか」と証言した。その上で「女児の思いに気がつかなかったのは反省している。深く悩んでいる様子も見えなかった。女児と話す機会は多かった。もっと話を聞いてあげればよかったと、自分を責めた時期もあった」と述べた。
これに続いて女児の母親は「一昨日は娘の命日でした。母親であるわたしがいじめに気がつかず、娘は自殺してしまった。娘に対して申し訳ない気持ちです。裁判で真実を明らかにして、いまだに続く、いじめ自殺をなくすためにいかしてほしい」と述べた上で被告側に再発防止策を表明して欲しいとの要望を主張した。
これを受けて札幌地裁は「再発防止策の点を考えると、和解以外に考えられない」として和解で解決を図る方針を示した。
2010年2月17日、訴訟の進行協議が行われ、札幌地裁は原告と被告双方に和解案を提示し、原告は札幌地裁の提示案に従って和解する方針を明らかにした。また、滝川市もこれまでの主張を一転させて和解に応じる方針を固めた。
2010年3月26日、札幌地裁（中山幾次郎裁判長）で原告と被告の双方で和解が成立した。被告側が遺族に2500万円の和解金を支払う他、和解条項に以下の内容が盛り込まれた。
- 学校や滝川市教委などが適切な対応を怠ったことについて市や道が謝罪する
- 同じような事件について真相究明のために必要に応じて第三者による調査や被害者や親族の意見を聴く機会を設けることを、道は各市町村教委に指導する
- 和解骨子を滝川市広報に掲載する

札幌地裁は「担任教諭らが女児を注意深く観察し、情報を共有していれば、いじめは認識できた」と担任教諭らの過失を認定した。その上で「いじめを認識していれば、自殺することも十分に予見できた。担任が同級生に適切な指導などをすれば自殺を回避できた可能性は十分ある」と結論付けた。
和解成立を受けて北海道教育委員会教育長は「事件直後に十分な対応をできず誠に遺憾に存じている。学校や市教委などと連携して、いじめの根絶に向け最善を尽くす」との談話を出した。